# Gustav Friedrich Meyer
Gustav Friedrich Meyer (* 28. Februar 1878 in Bahnhof Gleschendorf, heute Pönitz, Ostholstein; † 29. Juli 1945 in Neustadt in Holstein) war ein deutscher Volkskundler und Heimatforscher.

## Leben
Seine Eltern waren Elise (geb. Huwaldt) und Ferdinand Meyer. Der Vater war Hufner und Gemeindevorsteher der Gemeinde Siblin (heute Gemeinde Ahrensbök) zu der Bahnhof Gleschendorf, wie der Ort zu der Zeit hieß, gehörte und Mitglied des Provinzialrates in Eutin. Meyer wuchs in einem plattdeutsch sprechenden Haus auf, in dem auch oft plattdeutsche Märchen und Sagen erzählt wurden, was seinen weiteren Werdegang beeinflusste.
An seinem Geburtshaus in Pönitz, Lindenstraße/Ecke Friedenstraße hängt eine Hinweistafel.
Meyer beendete eine Ausbildung zum Mittelschullehrer 1899/1900 in den Fächern Englisch, Französisch und Religion. Meyer begann seine Tätigkeit als Mittelschullehrer 1900 an der V. Knaben-Mittelschule in Kiel-Gaarden. Dort unterrichtete er die Anfängerklassen und leitet die Lehrerbibliothek. Später wurde diese Schule nach ihm benannt. Mittlerweile wurde sie in eine Gemeinschaftsschule umgewandelt und nach dem angrenzenden Wald in Gemeinschaftschule am Brook umbenannt.
Meyer begann um 1905 mit volkskundlicher Sammelarbeit im Dänischen Wohld und im Herzogtum Sachsen-Lauenburg. Er wirkte zwischen 1910 und 1914 als Mitarbeiter am Schleswig-Holsteinischen Wörterbuch mit, das von Otto Mensing herausgegeben wurde.
Im Ersten Weltkrieg kämpfte er bei Tannenberg und an der Westfront. 1917 geriet er für drei Jahre in französischer Kriegsgefangenschaft und nahm 1920 seinen Schuldienst in Gaarden wieder auf.
Aufgrund von Beurlaubungen konnte er 1926 und 1930 seine volkskundlichen Erkundungsreisen durch ganz Schleswig-Holstein fortsetzen und sammelte Märchen, Sagen, Volksglaubensberichte, Schwänke, Rätsel, Lieder und Berichte über Brauchtum (HPZ, Seite 12). Seine Vorbilder waren die Sammlungen von Karl Müllenhoff und Wilhelm Wisser. Seit 1920 hatte er die Schriftleitung der Zeitschrift "Die Heimat" inne, die er bis zu deren kriegsbedingter Einstellung 1943 behielt (HPZ, Seite 12). Zwischen 1930 und 1940 schrieb Meyer eine Vielzahl von Artikeln vor allem in der Kieler Zeitung.
Gustav Friedrich Meyer gehörte zu den Volkskundlern, die die Machtergreifung der Nationalsozialisten lebhaft begrüßten. Auch wenn er der Partei nicht beitrat, war er ein überzeugter Nationalsozialist, kein einfacher Mitläufer. Meyer wurde Ende 1933 Mitglied im "Reichsverband Deutscher Schriftsteller", 1934 im "Reichsverband der Deutschen Presse" und im Nationalsozialistischen Lehrerbund (NSLB), in dessen Organ er einige Artikel veröffentlichte. 1934  wurde er von der "Gauleitung" zum "Fachreferenten für Volkskunde" in Schleswig-Holstein ernannt (HPZ, Seite 20), 1936 vom Preußischen Minister für Wissenschaft, Kunst und Volksbildung zum "Beauftragten Dozenten für Volkskundliche Heimatforschung Schleswig-Holsteins" berufen. Daraufhin hielt Meyer seit dem Sommersemester 1937 bis einschließlich Wintersemester 1944/45 an der Universität Kiel volkskundliche Exkursionen und Übungen ab, hauptsächlich zu den Themen Märchen und Sagen, Sitte und Brauch (HPZ, Seite 12f.). Meyer war Leiter seit 1935 Leiter der "Nationalsozialistischen Kulturgemeinde" Schleswig-Holstein, als deren Referent für Volkskunde (in der Fachgruppe Heimatforschung der Abteilung Volkstum und Heimat) er schon zuvor aufgetreten war (HPZ, Seite 17 f). 1939 wurde er Dozent für Volkskunde und Volkskunst am Institut für Volks- und Landesforschung, außerdem trat er im Rahmen des "Gauvortragsdienstes" für die "NS-Gemeinschaft 'Kraft durch Freude'" auf (HPZ, Seite 20). Seit 1937 arbeitete er der von Heinrich Himmler gegründeten Forschungsgemeinschaft Deutsches Ahnenerbe zu. Meyer war Fachreferent auf der 12. Germanenkundlichen Tagung des SS-Ahnenerbes in Kiel 1939. Seit 1935 leitete für den Atlas der deutschen Volkskunde die Geschäftsstelle Kiel, nachdem sein jüdischer Vorgänger Dr. Fritz Braun abgesetzt worden und emigriert war. 1941 veröffentlichte er das Buch Brauchtum der Jungmannschaften in Schleswig-Holstein.
Meyer war Mitglied der Kieler Loge „Holstentreue“ des Druiden-Ordens (woraufhin ihm die Ehrendoktorwürde verweigert wurde).
Sein Archiv befindet sich heute in der Schleswig-Holsteinischen Landesbibliothek in Kiel, seine Sammlung von Märchen und Sagen (an die 30.000 Aufzeichnungen) befindet sich im "Zentralarchiv der Deutschen Volkserzählung" am Institut für Europäischen Ethnologie / Kulturwissenschaft der Universität Marburg.
Meyer starb zurückgezogen 1945.

## Werke
- Plattdeutsche Redensarten beim Kartenspielen. In: Die Heimat. Monatsschrift des Vereins zur Pflege der Natur- und Landeskunde in Schleswig-Holstein, Hamburg und Lübeck. Bd. 12 (1902), Heft 10, Oktober 1902, S. 240–242 (Digitalisat).
- Plattdeutsche Kinderreime aus Schleswig-Holstein. Lipsius & Tischer, Leipzig, 1908
- Nu lat uns singen. Lüdtke & Martens, Kiel, 1912.
- Das Plattdeutsche des Kreises Herzogtum Lauenburg. In: Die Heimat. Bd. 32 (1922), Nr. 6, Juni 1922, S. 101–108 (Digitalisat).
- Unsere Plattdeutsche Muttersprache. Verlag H. Lühr & Dircks, Garding, 1923 (Transkription (teils verändert)).
- Wilhelm Wisser. In: Die Heimat. Bd. 33 (1923), Heft 8, August 1923, S. 145–147 (Digitalisat).
- Sprachgrenzen im plattdeutschen Sprachgebiets Schleswig-Holsteins. In: Die Heimat. Bd. 33 (1923), Nr. 12, Dezember 1923, S. 247–249 (Digitalisat).
- Die Plattdeutschen. In: Die Heimat. Bd. 34 (1924), Nr. 9, September 1924, S. 206–209 (Digitalisat).
- Plattdeutsche Volks-Märchen und Schwänke. Wachholtz Verlag, Neumünster, 1925.
- Wunnern un Wünschen, Plattdeutsche Volksmärchen, Für Kinder erzählt, Neumünster, 1927, unverändert neu gedruckt Neumünster, 1977, ISBN 3-529-04709-0
- Schleswig-Holsteiner Sagen. (Reihe Stammeskunde deutscher Landschaften), Eugen Diederichs, Jena, 1929.
- „Hahn 'n Kopp afhaun“. In: Die Heimat. Monatsschrift des Vereins zur Pflege der Natur- und Landeskunde in Schleswig-Holstein, Hamburg, Lübeck und dem Fürstentum Lübeck. Bd. 41 (1931), Nr. 8, August 1931, S. 184–186 (Digitalisat).
- Lichtmeßfeuer. In: Die Heimat. Monatsschrift des Vereins zur Pflege der Natur- und Landeskunde in Schleswig-Holstein, Hamburg, Lübeck und dem Fürstentum Lübeck. Bd. 41 (1931), Nr. 9, September 1931, S. 203–207 (Digitalisat).
- C. P. Hansen als Mitarbeiter Karl Müllenhoffs. In: Die Heimat. Monatsschrift des Vereins zur Pflege der Natur- und Landeskunde in Nordelbingen. Bd. 42 (1932), Nr. 11, November 1932, S. 264–268 (Digitalisat).
- Das Osterfeuer in Schleswig-Holstein. In: Die Heimat. Monatsschrift des Vereins zur Pflege der Natur- und Landeskunde in Nordelbingen. Bd. 43 (1933), Nr. 4, April 1933, S. 99–102 (Digitalisat).
- Die Maifeuer im Westen Schleswig-Holsteins. In: Die Heimat. Monatsschrift des Vereins zur Pflege der Natur- und Landeskunde in Nordelbingen. Bd. 43 (1933), Nr. 5, Mai 1933, S. 123–127 (Digitalisat).
- Aufgaben volkskundlicher Heimatforschung. In: Die Heimat. Monatsschrift des Vereins zur Pflege der Natur- und Landeskunde in Nordelbingen. Bd. 45 (1935), Heft 1, Januar 1935, S. 13–15 (Digitalisat).
- Brauchtum der Jungmannschaften in Schleswig-Holstein. Beiträge zur Geschichte des germanischen Gemeinschaftslebens. Verlag Heimat u. Erbe, Flensburg, 1941